# Brian Sandoval

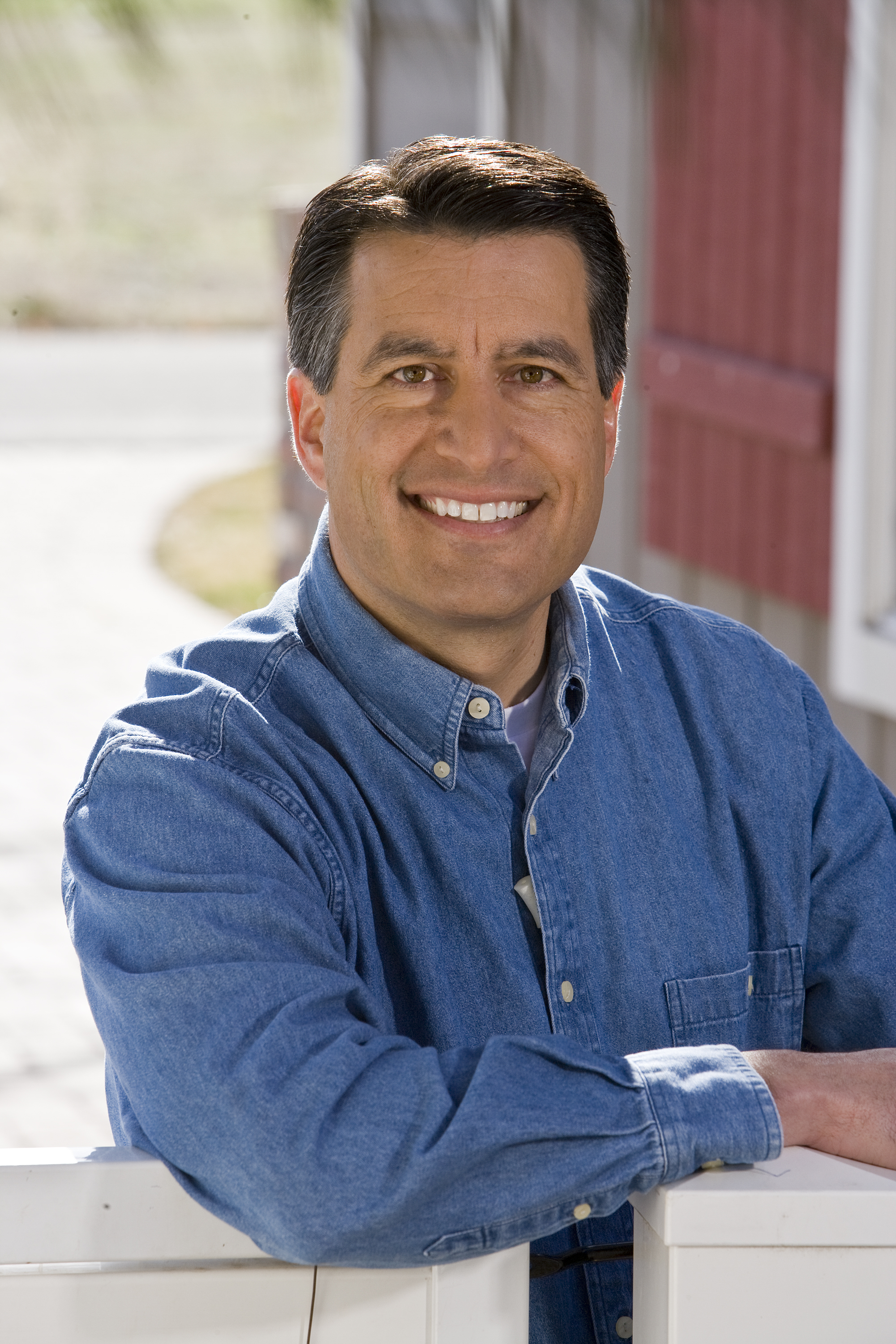

Brian Sandoval là thống đốc thứ 39 của tiểu bang Nevada, Hoa Kỳ. Ông bắt đầu giữ chức vụ này từ năm 2011 đến 2019.